# Daniel Angulo
Daniel Patricio Angulo Arroyo (Esmeraldas, 16 novembre 1986) è un ex calciatore ecuadoriano, di ruolo attaccante.

## Carriera

### Club
Il 10 aprile 2014 realizza un poker di reti nella partita di Coppa Libertadores contro l'Unión Española (4-5).